# Marek Bliziński

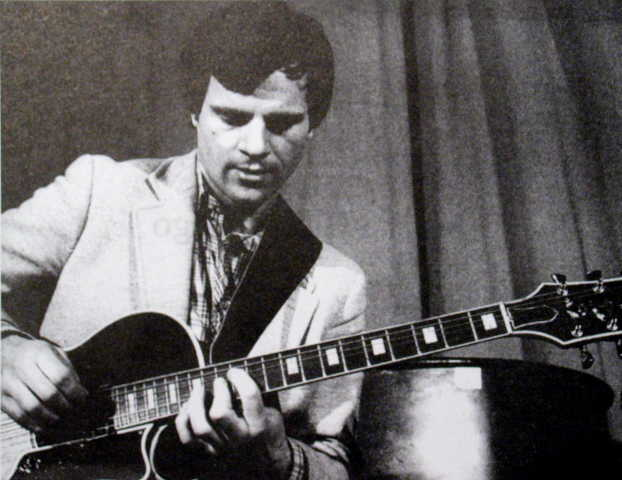
Marek Bliziński

Marek Bliziński (* 22. März 1947 in Warschau; † 17. März 1989 ebenda) war ein polnischer Gitarrist und Komponist des Modern Jazz.

## Leben und Wirken
Bliziński, der in einer kulturell bewussten Familie aufwuchs, erhielt 1962 seine erste Gitarre, auf der er sich als Autodidakt selbst das Spielen beibrachte. Zunächst spielte er in der Gruppe Czterech, die 1967 den Wettbewerb Igrce Gliwickie 1967 gewann (Bliziński erhielt auch den ersten Preis als Instrumentalist).
1971 arbeitete Bliziński mit Krzysztof Sadowski und Wanda Warska zusammen. Mit dem von ihm gegründeten Quartett Generacja  gewann er einen Preis beim Festival Jazz nad Odrą. In den Folgejahren spielte er mit Zbigniew Namysłowski, Michał Urbaniak, Bemibem (Bemowe Frazy, 1974), Tomasz Stańko, Jan Jarczyk, Włodzimierz Nahorny, Adam Makowicz, den Novi Singers, Jan Ptaszyn Wróblewski, Andrzej Trzaskowski, Wojciech Karolak und Janusz Muniak.
Mit seinem eigenen Trio nahm Bliziński sein Debütalbum auf, The Wave (Poljazz). 1983 ging er mit Namysłowskis Air Condition international auf Tournee. Im selben Jahr veröffentlichte er in Polen sein Lehrbuch für Jazz-Gitarre und gab Workshops. Auch begann er, für das Jazz Forum und das Jazz zu schreiben. Weiter nahm er mit Maryla Rodowicz, Andrzej Korzyński, Ryszard Szeremeta und Piotr Schulz auf.
1985 erkrankte er an Hautkrebs; er starb an den Folgen dieser Krankheit.

## Diskographische Hinweise
- Janusz Muniak Question Mark (1978)
- Jan Ptaszyn Wróblewski Flyin' Lady (1978)
- The Wave (1979)
- Z Lotu Ptaka (1980)
- Zbigniew Namysłowskis Air Condition – Plaka Nights (1984)
- Ewa Bem/Marek Bliziński Dla ciebie jestem sobą (1987, Poljazz)